# Classe Amur
Pour les articles homonymes, voir Classe Amour.
La Classe Amur  (Projet 304) est une classe de navire ravitailleur de maintenance et réparations avec capacité de cargo polyvalent leur permettant l'emport d'une grande variété de pièces de rechange de la marine russe.

## Bâtiments
La classe originelle comptait une trentaine d'unités, il en reste en service 12, qui sont maintenues en réserve. Les autres ont été démolies.
Sont encore en service: PM 81, PM 64, PM 69, PM 156 (Flotte du Nord), PM 40, PM 59, PM 97, PM 140 (Flotte du Pacifique), PM 56, PM 138 (Flotte de la Mer noire), PM 82 et PM 86 (Flotte de la Baltique).